# Список нагород і номінацій Шона Мендеса
Шон Мендес — канадський співак і автор пісень. Він отримав 33 нагороди та був номінований 92 рази.

## American Music Awards
| Рік  | Номіновано | Нагорода                                          | Результат |
| ---- | ---------- | ------------------------------------------------- | --------- |
| 2016 | Шон Мендес | Новий виконавець року                             | Номінація |
| 2017 | Шон Мендес | Улюблений виконавець у форматі Adult contemporary | Перемога  |

## ARIA Music Awards
| Рік  | Номіновано | Нагорода                  | Результат |
| ---- | ---------- | ------------------------- | --------- |
| 2017 | Шон Мендес | Кращий міжнародний артист | Номінація |

## BBC Radio 1 Teen's Awards
| Рік  | Номіновано | Нагорода                  | Результат |
| ---- | ---------- | ------------------------- | --------- |
| 2016 | «Stitches» | Найкращий сингл           | Перемога  |
| 2016 | Шон Мендес | Кращий міжнародний артист | Перемога  |
| 2017 | Шон Мендес | Кращий міжнародний артист | Номінація |

## Billboard Music Awards
| Рік  | Номіновано | Нагорода                              | Результат |
| ---- | ---------- | ------------------------------------- | --------- |
| 2017 | Шон Мендес | Найкращий артист                      | Номінація |
| 2017 | Шон Мендес | Найкращий співак                      | Номінація |
| 2017 | Шон Мендес | Найкращий артист в соціальних мережах | Номінація |

## BreakTudo Awards
| Рік  | Номіновано | Нагорода                     | Результат |
| ---- | ---------- | ---------------------------- | --------- |
| 2017 | Шон Мендес | Найкращий міжнародний артист | Перемога  |

## Canadian Radio Music Awards
| Рік  | Номіновано          | Нагорода                                         | Результат |
| ---- | ------------------- | ------------------------------------------------ | --------- |
| 2015 | «Life of the Party» | Найкращий новий гурт або сольний виконавець: CHR | Номінація |
| 2016 | «Something Big»     | Пісня року за версією SOCAN                      | Номінація |
| 2016 | «Stitches»          | Пісня року за версією SOCAN                      | Номінація |
| 2016 | Шон Мендес          | Найкращі фанати                                  | Номінація |
| 2016 | Шон Мендес          | Першість у чартах                                | Перемога  |
| 2017 | Шон Мендес          | Найкращі фанати                                  | Номінація |
| 2017 | «Treat You Better»  | Пісня року за версією SOCAN                      | Номінація |

## Canada's Walk of Fame
| Рік  | Номіновано | Нагорода             | Результат |
| ---- | ---------- | -------------------- | --------- |
| 2015 | Шон Мендес | Allan Slaight Honour | Перемога  |

## Capricho Awards
| Рік  | Номіновано | Нагорода            | Результат |
| ---- | ---------- | ------------------- | --------- |
| 2016 | Шон Мендес | Міжнародний співачк | Номінація |

## Global Awards
| Рік  | Номіновано                      | Нагорода                      | Результат    |
| ---- | ------------------------------- | ----------------------------- | ------------ |
| 2018 | There's Nothing Holdin' Me Back | Найкраща пісня                | В очікуванні |
| 2018 | Шон Мендес                      | Найкращий співак              | В очікуванні |
| 2018 | Шон Мендес                      | Нагорода за масове зворушення | В очікуванні |
| 2018 | Шон Мендес                      | Найкращий поп-співак          | В очікуванні |

## iHeartRadio Much Music Video Awards
| Рік  | Номіновано                        | Нагорода                                                 | Результат |
| ---- | --------------------------------- | -------------------------------------------------------- | --------- |
| 2015 | «Something Big»                   | Найкраще поп-відео                                       | Номінація |
| 2015 | «Something Big»                   | Улюблене відео фанів                                     | Перемога  |
| 2015 | Шон Мендес                        | Улюблений артист або гурт фанів                          | Номінація |
| 2015 | Шон Мендес                        | Канадський артист або гурт, що привертає найбільше уваги | Номінація |
| 2016 | «I Know What You Did Last Summer» | Відео року                                               | Номінація |
| 2016 | «I Know What You Did Last Summer» | Найкраще поп-відео                                       | Перемога  |
| 2016 | «I Know What You Did Last Summer» | Улюблене відео фанів                                     | Перемога  |
| 2016 | Шон Мендес                        | Канадський артист або гурт, що привертає найбільше уваги | Номінація |
| 2016 | Шон Мендес                        | Улюблений артист або гурт фанів                          | Номінація |
| 2016 | «Stitches»                        | iHeartRadio канадський сингл року                        | Номінація |
| 2017 | «Mercy»                           | Відео року                                               | Номінація |
| 2017 | «Mercy»                           | Поп-відео року                                           | Перемога  |
| 2017 | Шон Мендес                        | Канадський артист або гурт, що привертає найбільше уваги | Номінація |
| 2017 | Шон Мендес                        | Улюблений артист або гурт фанів                          | Номінація |

## iHeartRadio Music Awards
| Рік  | Номіновано | Нагорода                   | Результат |
| ---- | ---------- | -------------------------- | --------- |
| 2015 | Шон Мендес | Найкраща армія фанатів     | Номінація |
| 2016 | Шон Мендес | Найкращий новий виконавець | Номінація |
| 2016 | Шон Мендес | Найкраща армія фанатів     | Номінація |
| 2017 | Шон Мендес | Артист-чоловік року        | Номінація |
| 2017 | «Here»     | Найкращий кавер пісні      | Номінація |
| 2017 | Шон Мендес | Найкраща армія фанатів     | Номінація |

## Juno Awards
| Рік  | Номіновано         | Нагорода              | Результат |
| ---- | ------------------ | --------------------- | --------- |
| 2015 | Шон Мендес         | Артист-відкриття року | Номінація |
| 2016 | Шон Мендес         | Артист року           | Номінація |
| 2016 | Шон Мендес         | Вибір фанів           | Номінація |
| 2016 | Handwritten        | Альбом року           | Номінація |
| 2016 | Handwritten        | Поп-альбом року       | Номінація |
| 2017 | Шон Мендес         | Артист року           | Номінація |
| 2017 | Шон Мендес         | Вибір фанів           | Перемога  |
| 2017 | Illuminate         | Альбом року           | Номінація |
| 2017 | Illuminate         | Поп-альбом року       | Номінація |
| 2017 | «Treat You Better» | Сингл року            | Номінація |

## LOS40 Music Awards
| Рік  | Номіновано | Нагорода                | Результат |
| ---- | ---------- | ----------------------- | --------- |
| 2017 | Шон Мендес | Міжнародний артист року | Номінація |
| 2017 | Шон Мендес | Lo + 40 Artist Award    | Номінація |

## MTV Awards

### MTV Europe Music Awards
| Рік  | Номіновано                        | Нагорода                        | Результат |
| ---- | --------------------------------- | ------------------------------- | --------- |
| 2015 | Шон Мендес                        | Найкращий новий виконавець      | Перемога  |
| 2015 | Шон Мендес                        | Найкращий Push виконавець       | Перемога  |
| 2015 | Шон Мендес                        | Найкращий канадський виконавець | Номінація |
| 2016 | Шон Мендес                        | Найкращий співак                | Перемога  |
| 2016 | Шон Мендес                        | Найкращий поп-виконавець        | Номінація |
| 2016 | Шон Мендес                        | Найкращі фанати                 | Номінація |
| 2016 | Шон Мендес                        | Найкращий канадський виконавець | Номінація |
| 2016 | Шон Мендес                        | WorldWide Act Canada            | Перемога  |
| 2017 | Шон Мендес                        | Найкращий співак                | Перемога  |
| 2017 | Шон Мендес                        | Найкращий поп-виконавець        | Номінація |
| 2017 | Шон Мендес                        | Найкращі фанати                 | Перемога  |
| 2017 | Шон Мендес                        | Найкращий канадський виконавець | Перемога  |
| 2017 | «There's Nothing Holdin' Me Back» | Найкраща пісня                  | Перемога  |

### MTV Italian Music Awards
| Рік  | Номіновано | Нагорода                   | Результат |
| ---- | ---------- | -------------------------- | --------- |
| 2016 | Шон Мендес | Найкращий новий виконавець | Номінація |
| 2017 | Шон Мендес | Кращий міжнародний співак  | Номінація |

### MTV Video Music Awards
| Рік  | Номіновано                        | Нагорода           | Результат |
| ---- | --------------------------------- | ------------------ | --------- |
| 2017 | «Treat You Better»                | Найкраще поп-відео | Номінація |
| 2017 | «There's Nothing Holdin' Me Back» | Пісня літа         | Номінація |

## Nickelodeon Kids' Choice Awards

### Nickelodeon Kids' Choice Awards
| Рік  | Номіновано | Нагорода                   | Результат |
| ---- | ---------- | -------------------------- | --------- |
| 2016 | Шон Мендес | Улюблений новий виконавець | Перемога  |
| 2017 | Шон Мендес | Улюблений співак           | Перемога  |

### Meus Prêmios Nick
| Рік  | Номіновано                        | Нагорода                          | Результат |
| ---- | --------------------------------- | --------------------------------- | --------- |
| 2017 | «There's Nothing Holdin' Me Back» | Улюблений міжнародний хіт         | Номінація |
| 2017 | «There's Nothing Holdin' Me Back» | Улюблене міжнародне музичне відео | Номінація |

### Nickelodeon Argentina Kids' Choice Awards
| Рік  | Номіновано | Нагорода                               | Результат |
| ---- | ---------- | -------------------------------------- | --------- |
| 2017 | Шон Мендес | Улюблений міжнародний артист або група | Номінація |

## NRJ Music Awards
| Рік  | Номіновано | Нагорода                            | Результат |
| ---- | ---------- | ----------------------------------- | --------- |
| 2017 | Шон Мендес | Прорив року — зарубіжний виконавець | Номінація |

## Вибір народу
| Рік  | Номіновано | Нагорода                                    | Результат |
| ---- | ---------- | ------------------------------------------- | --------- |
| 2016 | Шон Мендес | Улюблений прорив року — музичний виконавець | Перемога  |
| 2017 | Шон Мендес | Улюблений співак                            | Номінація |

## Premios Juventud
| Рік  | Номіновано                        | Нагорода      | Результат |
| ---- | --------------------------------- | ------------- | --------- |
| 2016 | «I Know What You Did Last Summer» | Улюблений хіт | Номінація |

## Radio Disney Music Awards
| Рік  | Номіновано         | Нагорода                                | Результат |
| ---- | ------------------ | --------------------------------------- | --------- |
| 2015 | Шон Мендес         | Найкращий новий артист                  | Номінація |
| 2016 | Шон Мендес         | Найкращий співак                        | Номінація |
| 2016 | «Stitches»         | Пісня року                              | Номінація |
| 2016 | «Stitches»         | Найкраща пісня про розірвання стосунків | Номінація |
| 2017 | Шон Мендес         | Найкращий співак                        | Номінація |
| 2017 | Шон Мендес         | Нестримні фанати                        | Номінація |
| 2017 | «Treat You Better» | Пісня року                              | Перемога  |

## Shorty Awards
| Рік  | Номіновано | Нагорода      | Результат |
| ---- | ---------- | ------------- | --------- |
| 2015 | Шон Мендес | Vine-музикант | Перемога  |

## SOCAN Awards
| Рік  | Номіновано      | Нагорода                    | Результат |
| ---- | --------------- | --------------------------- | --------- |
| 2015 | Шон Мендес      | Артист-відкриття            | Перемога  |
| 2016 | «Something Big» | Краща поп/рок пісня         | Перемога  |
| 2016 | «Something Big» | «Afternoons & Coffeespoons» | Перемога  |

## Streamy Awards
| Рік  | Номіновано | Нагорода          | Результат |
| ---- | ---------- | ----------------- | --------- |
| 2015 | Шон Мендес | Виконавець-прорив | Перемога  |

## Teen Choice Awards
| Рік  | Номіновано                        | Нагорода                            | Результат |
| ---- | --------------------------------- | ----------------------------------- | --------- |
| 2014 | Шон Мендес                        | Найкращий користувач Vine           | Номінація |
| 2014 | Шон Мендес                        | Найкраща вебзірка серед чоловіків   | Номінація |
| 2014 | Шон Мендес                        | Найкраща вебзірка: музика           | Перемога  |
| 2015 | Шон Мендес                        | Найкраща вебзірка: музика           | Перемога  |
| 2015 | Шон Мендес                        | Найкращий співак                    | Номінація |
| 2015 | Шон Мендес                        | Найкраща музична зірка літа: співак | Номінація |
| 2015 | «Stitches»                        | Найкраща пісня: співак              | Номінація |
| 2015 | «Believe»                         | Найкраща музика: ТБ або кіно- пісня | Номінація |
| 2016 | Шон Мендес                        | Найкращий співак                    | Номінація |
| 2016 | Шон Мендес                        | Найкраща музична зірка літа: співак | Номінація |
| 2016 | «I Know What You Did Last Summer» | Найкраща пісня про розставання      | Номінація |
| 2016 | Shawn Mendes World Tour           | Найкращий літній тур                | Номінація |
| 2017 | Шон Мендес                        | Найкращий співак                    | Номінація |
| 2017 | Шон Мендес                        | Найкраща музична зірка літа: співак | Перемога  |
| 2017 | Шон Мендес                        | Найгарячіший співак                 | Перемога  |
| 2017 | Illuminate World Tour             | Найкращий літній тур                | Номінація |

## Telehit Awards
| Рік  | Номіновано | Нагорода              | Результат |
| ---- | ---------- | --------------------- | --------- |
| 2016 | Шон Мендес | Найкращий соліст року | Перемога  |
| 2017 | Шон Мендес | Найкращий соліст року | Перемога  |

## Виноски
1. ↑  Нагороди в певних категоріях присуджуються без попереднього номінування.